# L'uomo della pianura
(Massimo Carlotto)
L'uomo della pianura è il quinto romanzo dello scrittore italiano Paolo Roversi. Pubblicato nel 2009 dalla casa editrice Mursia (con la quale Roversi aveva già pubblicato il precedente La mano sinistra del diavolo e Niente baci alla francese). Si tratta di un romanzo poliziesco ambientato a Milano e nella Bassa padana nell'Italia contemporanea.

## Edizioni
- Paolo Roversi, L'uomo della pianura, Mursia, 2009,  p. 296, ISBN 978-88-425-4341-1.